# Baile an Mhuilinn
Baile an Mhuilinn (engelska: Milltown) är en ort i republiken Irland. Den ligger i grevskapet Ciarraí och provinsen Munster, i den sydvästra delen av landet. Baile an Mhuilinn ligger 14 meter över havet och antalet invånare är 838.
Terrängen runt Baile an Mhuilinn är platt åt sydost, men åt nordväst är den kuperad. Trakten runt Baile an Mhuilinn består i huvudsak av gräsmarker.